# Ferrari F300
Ferrari F300 je Ferrarijev dirkalnik Formule 1, ki je bil v uporabi v sezoni 1998, ko sta z njim dirkala Michael Schumacher in Eddie Irvine. Dizajniral ga je Rory Byrne, poganjal ga je 3.0 litrski motor V10.
Dirkalnik je bil konkurenčen in zanesljiv, toda aerodinamično slabši od dirkalnika McLaren MP4/13, kljub temu je bil Michael Schumacher do zadnje dirke v borbi za naslov. S šestimi zmagami je osvojil drugo mesto v dirkaškem prvenstvu, Ferrari pa je pripeljal do drugega mesta v konstruktorskem prvenstvu. Čeprav se ni izšlo za naslov, pa je vseeno ta dirkalnik nekako tlakoval pot do velikih uspehov Ferrarija v naslednjih sezonah.

## Popolni rezultati Formule 1
(legenda) (Odebeljene dirke pomenijo najboljši štartni položaj)
| Leto | Moštvo  | Motor           | Gume | Dirkača            | 1   | 2   | 3   | 4   | 5   | 6   | 7   | 8   | 9  | 10  | 11  | 12  | 13  | 14  | 15  | 16  | Toč | Prv. |
| ---- | ------- | --------------- | ---- | ------------------ | --- | --- | --- | --- | --- | --- | --- | --- | -- | --- | --- | --- | --- | --- | --- | --- | --- | ---- |
| 1998 | Ferrari | Ferrari 047 V10 | G    |                    | AVS | BRA | ARG | SMR | ŠPA | MON | KAN | FRA | VB | AVT | NEM | MAD | BEL | ITA | LUK | JAP | 133 | 2.   |
| 1998 | Ferrari | Ferrari 047 V10 | G    | Michael Schumacher | Ret | 3   | 1   | 2   | 3   | 10  | 1   | 1   | 1  | 3   | 5   | 1   | Ret | 1   | 2   | Ret | 133 | 2.   |
| 1998 | Ferrari | Ferrari 047 V10 | G    | Eddie Irvine       | 4   | 8   | 3   | 3   | Ret | 3   | 3   | 2   | 3  | 4   | 8   | Ret | Ret | 2   | 4   | 2   | 133 | 2.   |